# Howard C. Berg
Howard Curtis Berg (* 16. März 1934 in Iowa City; † 30. Dezember 2021) war ein US-amerikanischer Biophysiker.

## Werdegang
Berg erhielt seinen Bachelor-Abschluss 1956 am Caltech und 1960 seinen Master-Abschluss an der Harvard University, an der er 1964 in chemischer Physik promoviert wurde. 1963 bis 1966 war er Junior Fellow in Harvard. 1966 wurde er Assistant Professor für Biologie und später Associate Professor für Biochemie in Harvard und 1974 bis 1979 war er Professor für Molekularbiologie, Zellbiologie und Entwicklungsbiologie an der University of Colorado in Boulder. 1979 bis 1986 war er Professor am Caltech und ab 1986 war er wieder Professor in Harvard (Professor für Molekularbiologie, Zellbiologie und Physik).
Er war Mitglied der National Academy of Sciences (seit 1984), der American Academy of Arts and Sciences (seit 1985), der American Philosophical Society (seit 2002) sowie Fellow der American Association for the Advancement of Science (seit 1985) und der American Physical Society.
Er befasste sich mit der chemischen Struktur von Zellmembranen und der Fortbewegung und Chemotaxis von Bakterien.
1984 erhielt er den Max Delbruck Prize, 2014 den Sackler-Preis für Biophysik.
Er war seit 1964 mit Mary E. Guyer verheiratet und hatte drei Kinder.

## Schriften
- E. coli in motion. Springer, New York u. a. 2003, ISBN 0-387-00888-8.
- Random walks in biology. Princeton University Press 1983, 1993
- mit Hans Frauenfelder Physics and Biology. Physics Today, Februar 1994
- How Bacteria Swim. Scientific American, August 1975
- Motile behavior of bacteria. Physics Today, Band 53, Januar 2000, 24–29.
- The rotary motor of bacterial flagella. Annu. Rev. Biochem. 72, 2003, 19–54.